# جائزة البرازيل الكبرى 1996
جائزة البرازيل الكبرى 1996 هو سباق فورمولا 1 أقيم بتاريخ 31 مارس 1996 في حلبة جوزيه كارلوس بيس للسيارات، البرازيل. كان الثاني من أصل 16 في بطولة العالم لسباقات الفورمولا واحد موسم 1996. حلّ البريطاني دايمون هيل أولا بينما جاء الفرنسي جان إليزي في المركز الثاني وحصل على المركز الثالث الألماني مايكل شوماخر.